# بونتل موديزيل
بونتل موديزيل (بالإنجليزية: Bontle Modiselle)‏ (مواليد 7 أكتوبر 1990)، هي مُمثلة ومُغنية ومُقدمة برامج جنوب أفريقية. في سنة 2016، رُشحت بونتل موديزيل للتنافس على نيل جائزة الأكاديمية الأفريقية للأفلام لأفضل ممثلة في دور مساعد.